# St Georges Park (Newport)
O St Georges Park é um estádio de futebol localizado em Newport, na Ilha de Wight. É a casa do Newport (IOW) FC e da Seleção de futebol da Ilha de Wight, que representa a Ilha de Wight nos Jogos Insulares.
O recorde de público no estádio é de 3 112 espectadores, em um amistoso de pré-temporada entre o Newport FC e o Portsmouth FC, em 2008.